# 山東町 (滋賀県)
山東町（さんとうちょう）は、滋賀県にあった町。坂田郡に属す。伊吹山麓に位置し、ゲンジボタルの群生地である天野川が有名。
町西部（旧大原村および旧東黒田村）と東部（旧柏原村）は山林によって隔てられ、東西を行き来するには一旦町外へ出るか林道を通らなければならなかった。
2005年2月14日に同郡米原町、伊吹町と合併して米原市（まいばらし）となり廃止した。

## 地理
- 川：天野川
- 池：三島池

## 歴史
- 1955年（昭和30年）7月10日 - 柏原村・大原村・東黒田村が合併して発足。
- 2005年（平成17年）2月14日 - 米原町・伊吹町と合併して米原市が発足。同日山東町廃止。
  - 合併の経緯は、米原市の項目あるいは米原市公式サイト 米原市誕生(山東町・伊吹町・米原町の合併協議)の経緯を参照。

## 学校
小学校
- 山東町立東小学校
- 山東町立大原小学校
- 山東町立西小学校
- 山東町立柏原小学校

中学校
- 山東町立柏原中学校
- 山東町立大東中学校

## 交通

### 鉄道
- 東海旅客鉄道東海道本線
  - 柏原駅 - 近江長岡駅

## 名所・旧跡
- 成菩提院
- 徳源院
- 伊吹山寺
- 中山道旧柏原宿